# Danger 5
Danger 5 est une série télévisée australienne en 13 épisodes de 25 minutes créée par Dario Russo et David Ashby, diffusée entre le 27 février 2012 et le 15 février 2015 sur SBS.
Dans un style camp, la série met en scène cinq espions voulant tuer Adolf Hitler dans une histoire uchronique dans laquelle la Deuxième Guerre mondiale se déroule dans les années 1960. Dans la saison 2, l'histoire se déroule dans les années 1980.

## Distribution
- David Ashby : Jackson
- Nataša Ristić : Ilsa
- Sean James Murphy : Tucker
- Amanda Simons (voix : Michelle Nightingale) : Claire
- Tilman Vogler : Colonel Chestbridge
- Aldo Mignone : Pierre (saison 1)
- Pacharo Mzembe : Pierre (saison 2)
- Elizabeth Hay : Holly
- Fumito Arai : McKenzie
- Carmine Russo (voix : Andreas Sobik) : Adolf Hitler